# Mołdyty
Mołdyty (deutsch Molditten) ist ein Dorf in der polnischen Woiwodschaft Ermland-Masuren. Es gehört zur Gmina Bisztynek (Stadt- und Landgemeinde Bischofstein) im Powiat Bartoszycki (Kreis Bartenstein).

## Geographische Lage
Mołdyty liegt in der nördlichen Mitte der Woiwodschaft Ermland-Masuren, sechs Kilometer westlich der Stadt Reszel (deutsch Rößel) und 26 Kilometer südöstlich der Kreisstadt Bartoszyce (Bartenstein).

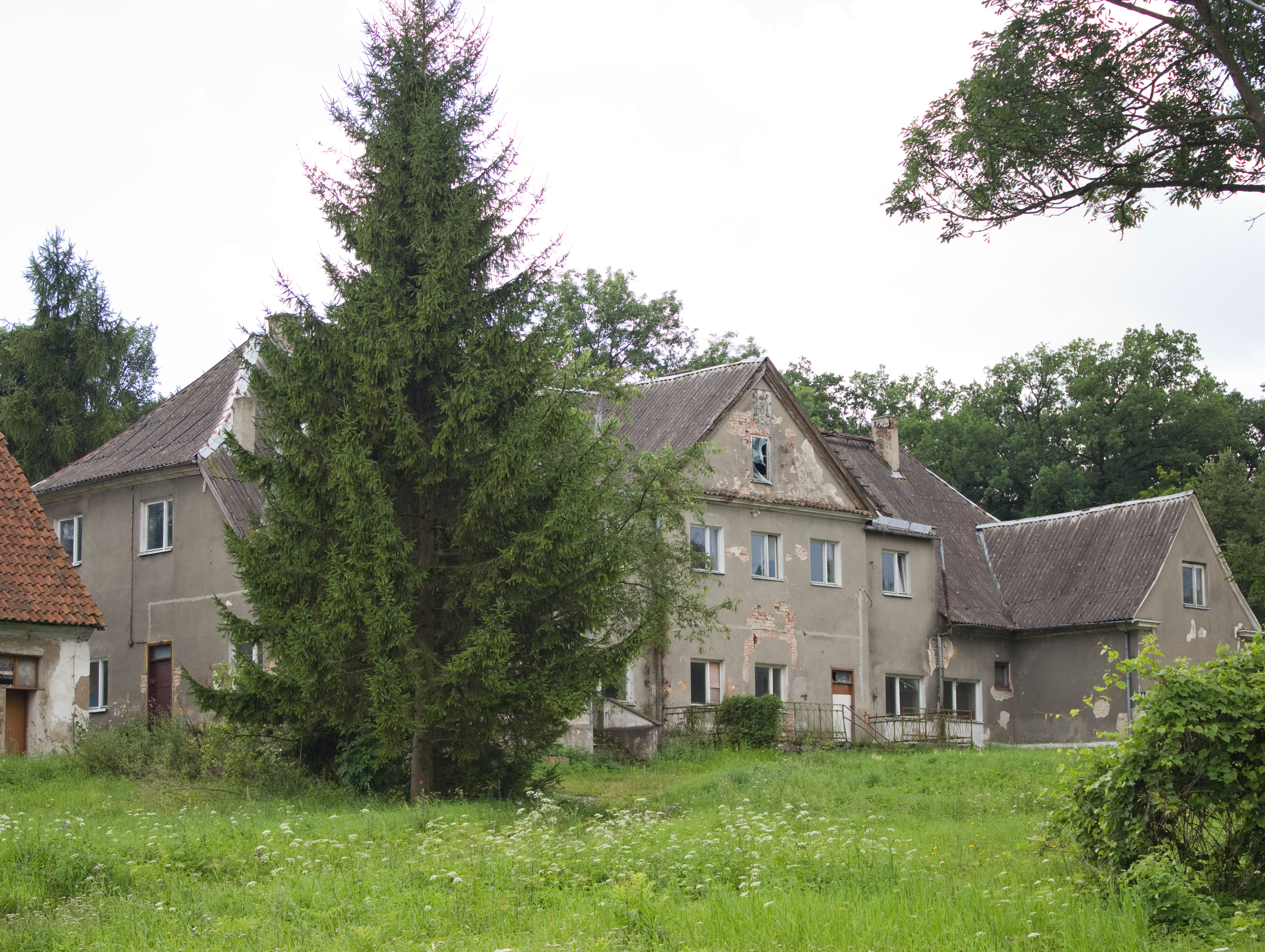
Das einstige Gutshaus Molditten in Mołdyty

## Geschichte

### Ortsgeschichte
Das vor 1785 Leymberg und später Molditten genannte Dorf wurde 1339 gegründet und bestand aus einem großen Gut. Am 9. Juli 1874 wurde der Ort Amtsdorf und namensgebend für einen Amtsbezirk, der bis 1945 bestand und zum Kreis Rößel im Regierungsbezirk Königsberg (ab 1905: Regierungsbezirk Allenstein) in der preußischen Provinz Ostpreußen gehörte. Am 30. September 1928 schloss sich der Gutsbezirk Molditten mit den Nachbarorten Truchsen (polnisch Troksy) und Weißensee (Biel) zur neuen Landgemeinde Molditten zusammen.
Aufgrund der Bestimmungen des Versailler Vertrags stimmte die Bevölkerung in den Volksabstimmungen in Ost- und Westpreussen am 11. Juli 1920 über die weitere staatliche Zugehörigkeit zu Ostpreußen (und damit zu Deutschland) oder den Anschluss an Polen ab. In Molditten stimmten 60 Einwohner für den Verbleib bei Ostpreußen, auf Polen entfielen keine Stimmen.
Als 1945 in Kriegsfolge das südliche Ostpreußen an Polen fiel, war auch Molditten davon betroffen. Es erhielt die polnische Namensform „Mołdyty“ und ist heute eine Ortschaft innerhalb der Stadt- und Landgemeinde Bisztynek (Bischofstein) im Powiat Bartoszycki (Kreis Bartenstein), bis 1998 der Woiwodschaft Olsztyn, seither der Woiwodschaft Ermland-Masuren zugehörig.

### Einwohnerzahlen
| Jahr | Anzahl |
| ---- | ------ |
| 1820 | 115    |
| 1885 | 134    |
| 1905 | 106    |
| 1910 | 87     |
| 1933 | 258    |
| 1939 | 248    |

### Amtsbezirk Molditten (1874–1945)
Zum Amtsbezirk Molditten gehörten anfangs sechs, am Ende noch vier Orte:
| Deutscher Name | Polnischer Name | Bemerkungen                       |
| -------------- | --------------- | --------------------------------- |
| Atkamp         | Kępa Tolnicka   |                                   |
| Komienen       | Kominki         |                                   |
| Molditten      | Mołdyty         |                                   |
| Tollnigk       | Tolniki Małe    |                                   |
| Truchsen       | Troksy          | 1928 nach Molditten eingegliedert |
| Weißensee      | Biel            | 1928 nach Molditten eingegliedert |

Am 1. Januar 1945 gehörten noch Atkamp, Komienen, Molditten und Tollnigk zum Amtsbezirk Molditten.

## Kirche

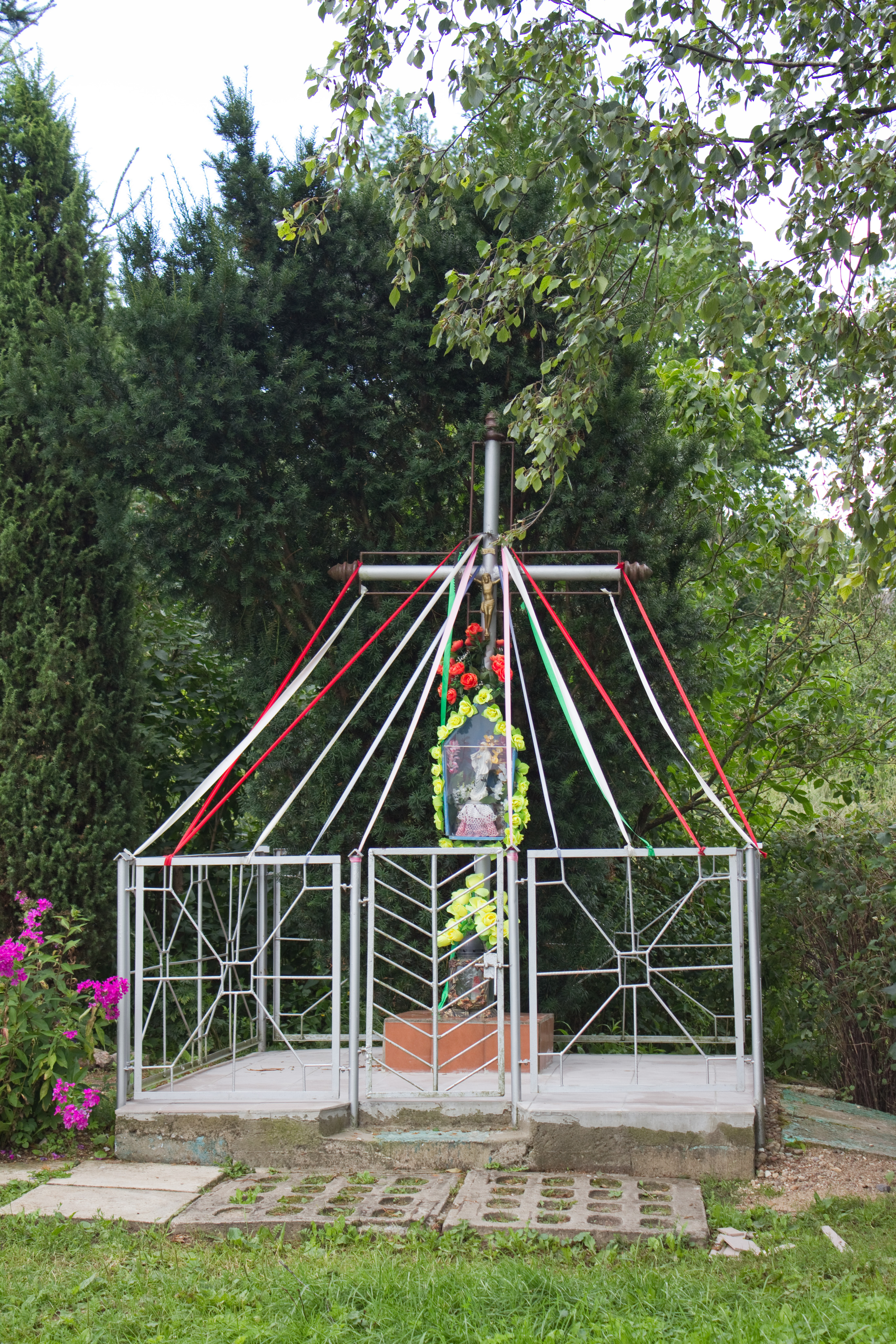
Wegkreuz in Mołdyty

Bis 1945 war Molditten in die evangelische Kirche Rößel in der Kirchenprovinz Ostpreußen der Kirche der Altpreußischen Union sowie in die katholische St.-Peter-und-Paul-Kirche Rößel im damaligen Bistum Ermland eingepfarrt. Heute gehört Mołdyty evangelischerseits zur Pfarrei Kętrzyn (Rastenburg) in der Diözese Masuren der Evangelisch-Augsburgischen Kirche in Polen, katholischerseits zur Pfarrei Sątopy (Santoppen) im jetzigen Erzbistum Ermland.

## Verkehr
Mołdyty liegt an einer Nebenstraße, die Sątopy-Samulewo (Bischdorf) mit Samławki (Samlack) verbindet und dabei drei Woiwodschaftsstraßen berührt: die DW 593, DW 594 und DW 596. Eine Anbindung an den Schienenverkehr besteht nicht.